# Batallón Imán Shamil
El Batallón Imán Shamil (en árabe: كتيبة الإمام شامل, Katiba Al Imam Shamil), (en ruso: батальон имама шамиля) es una organización islamista militante activa en el Cáucaso septentrional. Es la rama rusa y caucásica de la organización terrorista Al Qaeda.
El nombre del grupo hace referencia a Shamil, uno de los primeros líderes musulmanes del Cáucaso en luchar contra el Imperio Ruso durante la Guerra del Cáucaso y que fue el tercer Imán del Imanato del Cáucaso entre 1834 y 1859.

## Historia
No se sabe cuándo se formó el grupo, y se tiene poca información acerca del mismo. Llegó a ser conocido en abril de 2017 cuando se declaró responsable por el Atentado del metro de San Petersburgo de dicho año. Durante esta declaración, el grupo afirmó que el ataque fue ordenado por el líder de Al Qaeda, Aymán az Zawahirí, y que actuaban en nombre de Al Qaeda en el Cáucaso y la Federación Rusa.  Al parecer, el ataque fue una clase de represalia a la Intervención militar rusa en la guerra civil siria, y los terroristas amenazaron con continuar perpetrando ataques si Rusia no se retiraba de Siria y el Cáucaso. Se cree que el grupo es liderado por Sirozhiddin Mukhtarov, también conocido por su seudónimo Abu Salah al-Uzbeky. Se le conoce en Tayikistán por tener conexiones con organizaciones terroristas uigures, como el Partido Islámico del Turquestán en Siria y el también afiliado de Al Qaeda Hayat Tahrir al-Sham.